# Dorfkirche Senftenhütte

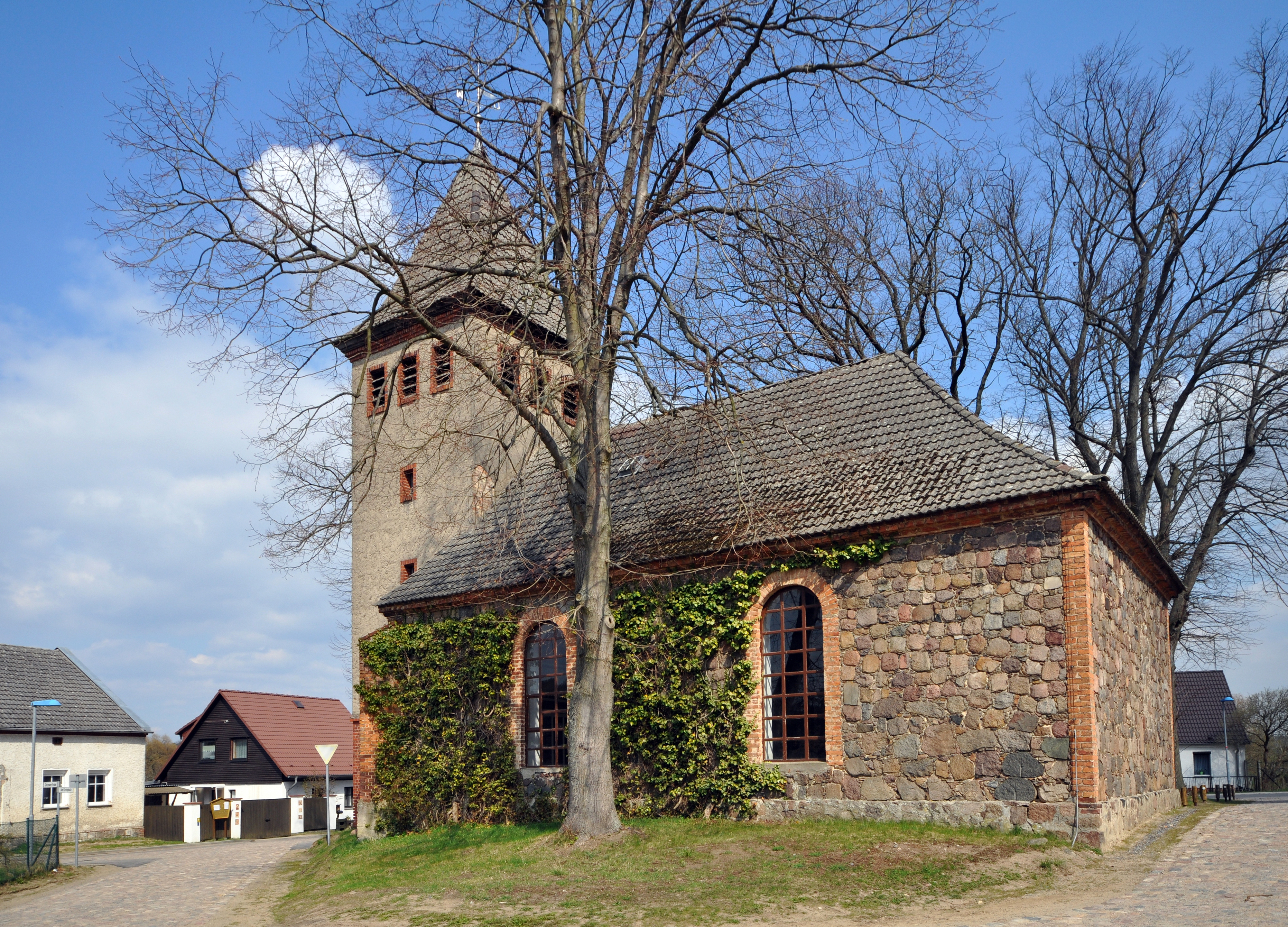
Dorfkirche Senftenhütte

Die evangelische, denkmalgeschützte Dorfkirche Senftenhütte steht in Senftenhütte, einem Ortsteil der Gemeinde Chorin im Landkreis Barnim von Brandenburg. Sie gehört zur französisch-reformierten Kirchengemeinde Ziethen im Reformierten Kirchenkreis der Evangelischen Kirche Berlin-Brandenburg-schlesische Oberlausitz.

## Beschreibung
Das Langhaus wurde 1806 aus Feldsteinen erbaut und mit einem Walmdach bedeckt. Der quadratische Kirchturm im Westen aus verputzten Backsteinen wurde 1831 angefügt und mit einem Pyramidendach bedeckt.
Den Innenraum, der mit einer Empore im Westen ausgestattet ist, überspannt eine hölzerne Kassettendecke. Neben dem Abendmahlstisch steht das Taufbecken, dessen Unterteil die gesprungene Kirchenglocke von 1728 bildet. 